# Casa Bencomo
La casa Bencomo, sita en el término municipal de San Sebastián de La Gomera (Canarias, España) calle Del Medio, 32, esquina con calle Torres Padilla, fue construida en la primera mitad del siglo XIX (aunque existen fuentes que la fechan en el siglo XVII), constituyendo uno de los pocos edificios existentes representativos de la época, donde apenas se ha alterado su tipología original. 

## Características
Se trata de una edificación de dos plantas entre medianeras, conformando esquina de manzana, con dos fachadas, la principal a la calle Real y la segunda a la calle Torres Padilla frente a la Plaza de la Iglesia de Nuestra Señora de La Asunción. Fue construida según el estilo tradicional tanto en su composición de fachada y cubierta de teja como en su distribución interior, con estancias comunicadas a través de una galería o corredor en torno a un patio interior. Presenta una superficie total construida aproximada de 682 m². 
En cuanto a las características constructivas, la estructura está formada de paredes de carga de piedra y barro de 60 cm de espesor. La cubierta inclinada a cuatro aguas de teja está resuelta de la forma tradicional con pares, durmientes y tirantes todo ello en madera. Los pavimentos de la planta baja son de piezas de piedra basáltica en el exterior y de barro cocido o loseta hidráulica en el interior. La carpintería interior y exterior es de madera pintada, la fachada está revestida con mortero de cal y arena, pintada. Tanto la madera de la cubierta como la del resto de la edificación se encuentran muy deterioradas, no teniendo datos de las últimas intervenciones de restauración realizadas.
Responde, por lo tanto, a la tipología propia de arquitectura tradicional doméstica en "U", constituyendo un testimonio de la arquitectura de principios del siglo XIX, donde se conjugaban las estructuras constructivas y tipológicas tradicionales, con elementos afines a los nuevos modelos arquitectónicos de la época, fieles a la ideología de la nueva sociedad gomera de la ilustración. Se mantiene el interior en concordancia con la arquitectura del siglo XVIII mientras que en el exterior se recurre a fórmulas de la nueva arquitectura aumentando las alturas e incorporando elementos neoclásicos en la fachada, como son el acceso principal con la portada enmarcada por pilastras apeando un frontón triangular. Esto supone una valiosa muestra de las soluciones constructivas en las islas periféricas.